# European Parliamentary Elections Act 1993
Lire en ligne

Texte de la loi tel qu'il a été adopté à l'origine

European Assembly Elections Act 1978 European Parliamentary Elections Act 1999
Le European Parliamentary Elections Act 1993, est une loi du Parlement du Royaume-Uni qui a modifié les procédures relatives aux élections européennes au Royaume-Uni, modifiant le European Assembly Elections Act 1978. Il a reçu la sanction royale le 5 novembre 1993.
Il a été adopté principalement pour changer le nombre de membres du Parlement européen (MPE) élus de 81 à 87, le nombre de parlementaires européens élus d’Angleterre de 66 à 71 et du pays de Galles de 4 à 5.